# Chaba Zohra
Chaba Zohra El Ghilizania (en arabe : الشابة الزهرة الغليزانية) ou Chaba Zohra, de son vrai nom Soudani Zohra, née en 1959 à Relizane est une chanteuse algérienne de musique raï.

## Biographie
Cheba Zohra est née à Relizane, elle commence sa carrière de chanteuse dans un ensemble féminin de meddahat. Elle a enregistré de nombreuses chansons avec Cheb Hamid, Cheb Tahar, Cheb Hasni, Cheb Mimoun, Gana El Maghnaoui

## Discographie
- Saknet Marsielle
- Sahr El liali
- Diri Lamen
- Jani Sekren avec Cheb Hamid[3]